# Liqüefacció del sòl

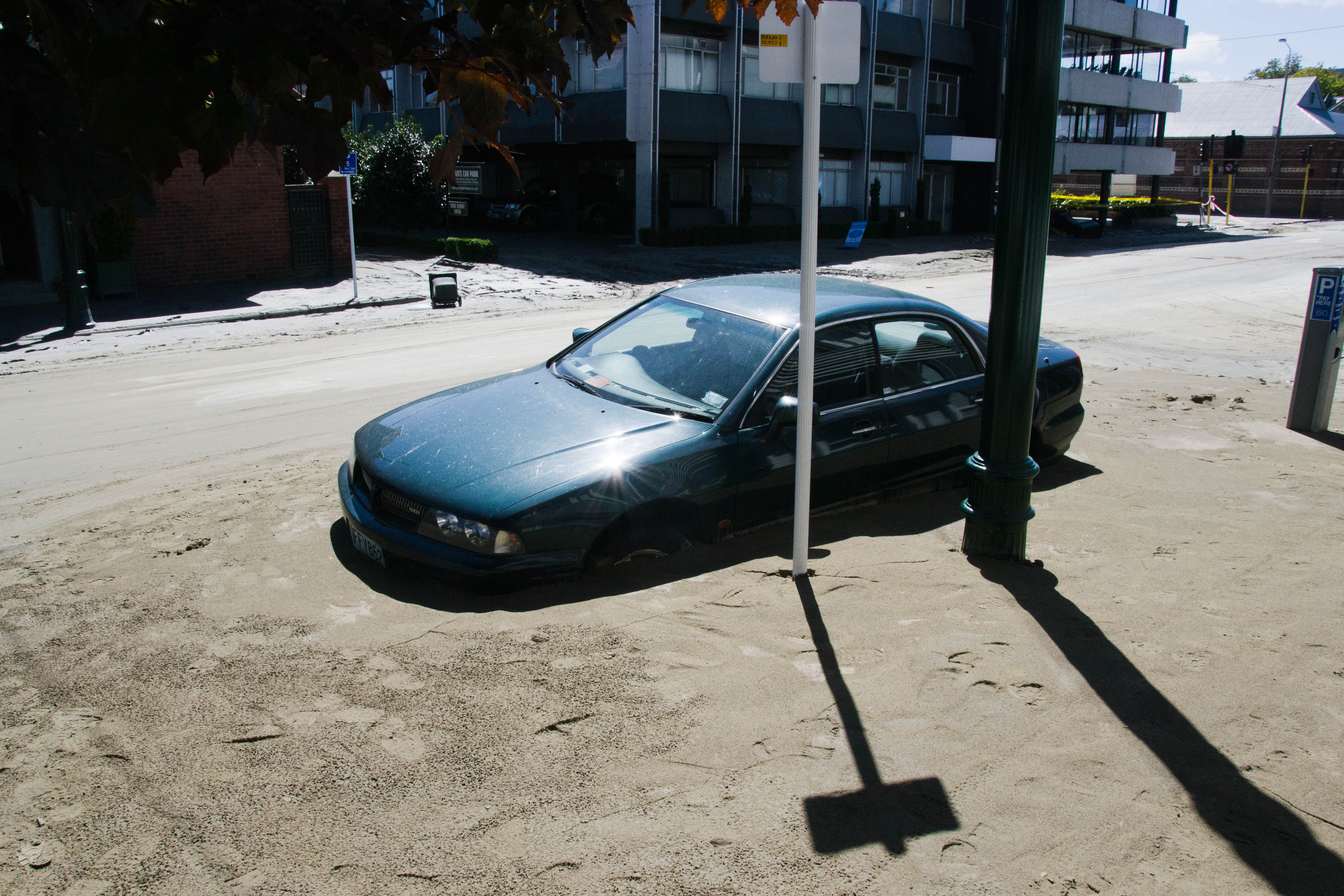
Un cotxe de Christchurch després de la liqüefacció del 24 de febrer de 2011.

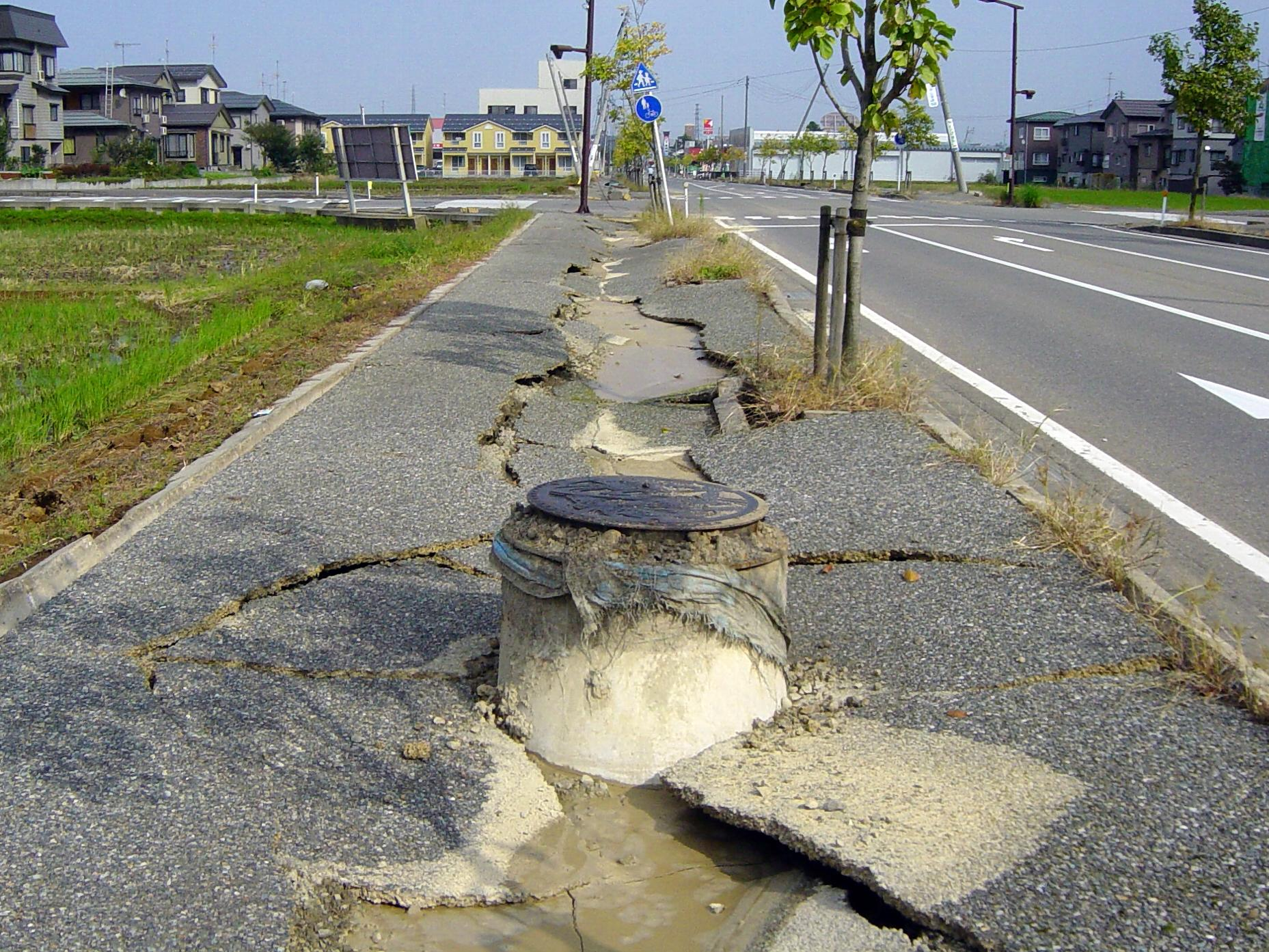
La liqüefacció permet que les aigües residuals emergeixin

La liqüefacció del sòl descriu el comportament dels sòls que, sota una càrrega, de sobte pateixen una transició des de l'estat sòlid a l'estat liqüefet, o a tenir la consistència d'un líquid pesat. La liqüefacció és més probable que tingui lloc en sòls granulars sense cohesió a poc saturats amb drenatge deficient, tal com passa en sorres llimoses, o en sorres i graves tapades o que contenen capes de sediments impermeables. Durant la càrrega, que normalment és cíclica i sense drenatge, per exemple càrrega en un terratrèmol, els grans de sorra poc cohesionats tendeixen a decréixer en volum, cosa que produeix un increment de la seva pressió, sobre els porus ocupats per l'aigua, i en conseqüència una davallada de la força de resistència al cisallament i, per tant, de la seva resistència total.
Els dipòsits més susceptibles a la liqüefacció són els de l'època del principi de l'Holocè (fa uns 10.000 anys), sorres i llims de mida granular similar en capes, de com a mínim 1 m de gruix, i saturades d'aigua. Aquests dipòsits acostumen a estar en les ribes dels rius, les platges, les dunes i en els llocs on s'acumulen loess i sorra.
La resistència a la liqüefacció dels sòls poc consistents dependrà de la densitat del sòl, la resistència, l'estructura del sòl, la magnitud i durada del cicle de càrrega i fins a quin punt hi ha una inversió de la resistència al cisallament.
La liqüefacció del sòl va ésser el principal factor de destrucció en els terratrèmols de Niigata al Japó
i el terratrèmol de 1964 a Alaska. També ho va ser en el terratrèmol de 1989 a San Francisco.

## Liqüefacció causada pels terratrèmols

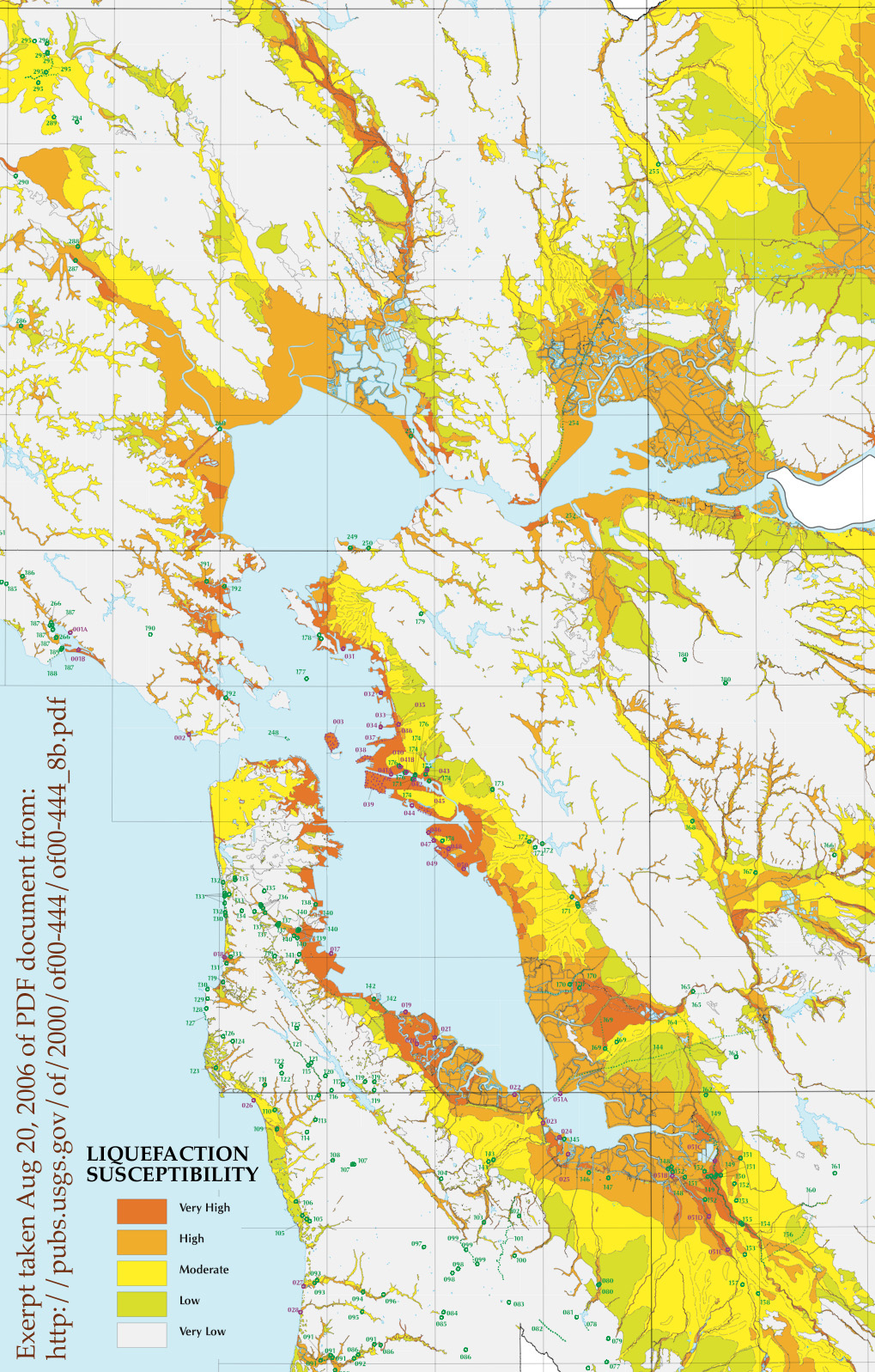
Mapa de llocs amb possible liqüefacció a la badia de San Francisco. on el territori està molt urbanitzat.

La sacsejada durant un terratrèmol causa un increment de la pressió en els porus del sòl amb aigua que redueix la resistència total del sòl i també la resistència al cisallament, l'excés d'aigua emergeix a la superfície a través de les esquerdes del terreny portant sorra liqüefeta i fent petits “volcans de sorra” 

## Sorra movent
La sorra movent es forma quan l'aigua satura una superfície de sorra poc cohesionada i la sorra ordinària és agitada. Quan l'aigua atrapada en una pila de sorra no pot escapar, es crea un sòl liqüefet que no pot suportar ja pes. La sorra movent o bé es forma per aigua estancada o subterrània o bé per terratrèmols En els dos casos la superfície liqüefeta perd resistència i fa que els edificis i altres objectes sobre la superfície s'enfonsin o es desplacin.

## Argila movent
L'argila movent és un tipus d'argila molt sensible que té la tendència a canviar, en cas de ser pertorbada, des d'una condició relativament rígida a una massa líquida. Quan no està pertorbada l'argila movent sembla un gel saturat d'aigua. Quan un tros d'aquesta argila s'esprem en la mà pateix una liqüefacció espontània.
L'argila movent només es troba en països septentrionals com Rússia, Canadà, Alaska, Noruega, Suècia i Finlàndia, els quals havien quedat sota una capa de gel durant la glaciació del Plistocè.

## Corrents de terbolesa
Són corrents submarins consistents en sediments saturats d'aigua que flueixen a favor del pendent. El 1952 van espatllar els cables submarins de comunicacions que unien l'illa de Terranova amb el continent americà.

## Efectes
La liqüefacció pot fer mal a les estructures de diverses maneres. Els edificis poden perdre el seu suport en el sòl ràpidament. Els gasoductes i estructures similars poden quedar “flotant” sobre la sorra liqüifeta, els petits volcans de sorra poden aparèixer dins els edificis, provocar-ne inundacions i espatllar la xarxa i els sistemes elèctrics. També poden provocar esllavissades.